# Gare de Barjac
Gare de Barjac vasútállomás Franciaországban, Barjac településen.

## Vasútvonalak
Az állomást az alábbi vasútvonalak érintik:
- Monastier-La Bastide-Saint-Laurent-les-Bains-vasútvonal

## Kapcsolódó állomások
A vasútállomáshoz az alábbi állomások vannak a legközelebb:
- Halte du Bruel
- Halte de Balsièges